# Gare au Jaguarr
Albums de JoeyStarr
Egomaniac
(2011)
Gare Au Jaguarr est le premier album solo de JoeyStarr sorti sur le label Jive/Epic. Il est quasi intégralement réalisé par Dadoo et JoeyStarr. Les parties instrumentales Rock (sur J'arrive) ont été enregistrées avec des membres du groupe Enhancer dont Vida à la guitare, Q à la basse et Nejo à la batterie. On y retrouve aussi le chanteur R'n'B D.Dy sur le morceau Chaque Seconde, le groupe FatCap sur Soldats ainsi que Mr. Toma et Nathy sur The Jam.

## Liste des morceaux
1. J'arrive (3 min 16 s) (prod. DJ James & Dadoo)
2. Intro (Daniel Allouche) (0 min 54 s) (prod. Zeano)
3. Métèque (3 min 09 s) (prod. Zeano)
4. Bad Boy (3 min 35 s)(prod. Oz Touch)
5. Hot Hot (Hâte-toi) (3 min 07 s) (prod. Diesel)
6. Soldats (feat. FatCap) (3 min 43 s) (prod. Oz Touch)
7. Question 1 (Olivier Besancenot) (1 min 21 s) (prod. Zeano)
8. Pose Ton Gun II (4 min 26 s) (prod. Joeystarr & Dadoo)
9. Question 2 (Jean-Claude Tchicaya) (prod. Joeystarr & Dadoo)
10. Chaque Seconde (feat. D.Dy) (3 min 39 s) (prod. Diesel)
11. Cours (3 min 54 s) (prod. Yvan Peacemaker & Dadoo)
12. Carnival (3 min 50 s) (prod. Joeystarr & Dadoo)
13. Gare Au Jaguarr (3 min 43 s) (prod. Joeystarr & Dadoo)
14. Cigarette Piégée (3 min 43 s) (prod. Kimfu & Dadoo)
15. 93 Déboule (feat. Dadoo) (4 min 13 s) (prod. Joeystarr & Dadoo)
16. The Jam "West indies Break Bites" (feat. Mr. Toma et Nathy) (5 min 00 s) (prod. Joeystarr & Dadoo)

## Crédits
- Réalisation de l'album : Dadoo[1]
- Enregistrement des titres : Thierry Vercruysse
- Mixage : Tommy Uzzo, au studio Polygone
- Mastering : Tom Coyne, au studio Sterling sound (NYC)
- Production exécutive : Seb Farran pour Lickshot Entertainment
- Photos : Seb Janiak
  - Photos SkyB.O.S.S. / SoundSystem : Nathadread Pictures
- Design/Artwork : Jeanne Dubois
- Couverture : d'après une idée de Julien Pelgrand
- FatCap : Ferk Daxxx & Bobby Buntlack
- Musiciens : Jonathan Gitlis, David Gitlis, Amir Boudoumi, Jean-Philippe Perez (percussions)

## Samples
- Métèque contient un sample vocal du Métèque de Georges Moustaki[1].
- Bad Boy contient un sample vocal de Booba et du titre Mauvais Garçon.

## Clips
1. Pose Ton Gun II
2. Métèque

## Autres versions
Il existe une autre version de Gare Au Jaguarr avec le titre Gare Au Jaguarr retiré de la liste des titres pour cause de problèmes avec les ayants droit de Georges Brassens, et aussi des démêlés, à cette époque, du chanteur avec une hôtesse de l'air.

## Singles
1. Pose Ton Gun II
2. Métèque

## Remarques
- Le titre ...zy (en référence à Nicolas Sarkozy) fut retiré de l'album avant même qu'il ne soit sorti.
- Cet album avait pour premier nom Sound System.